# Oogspiegel

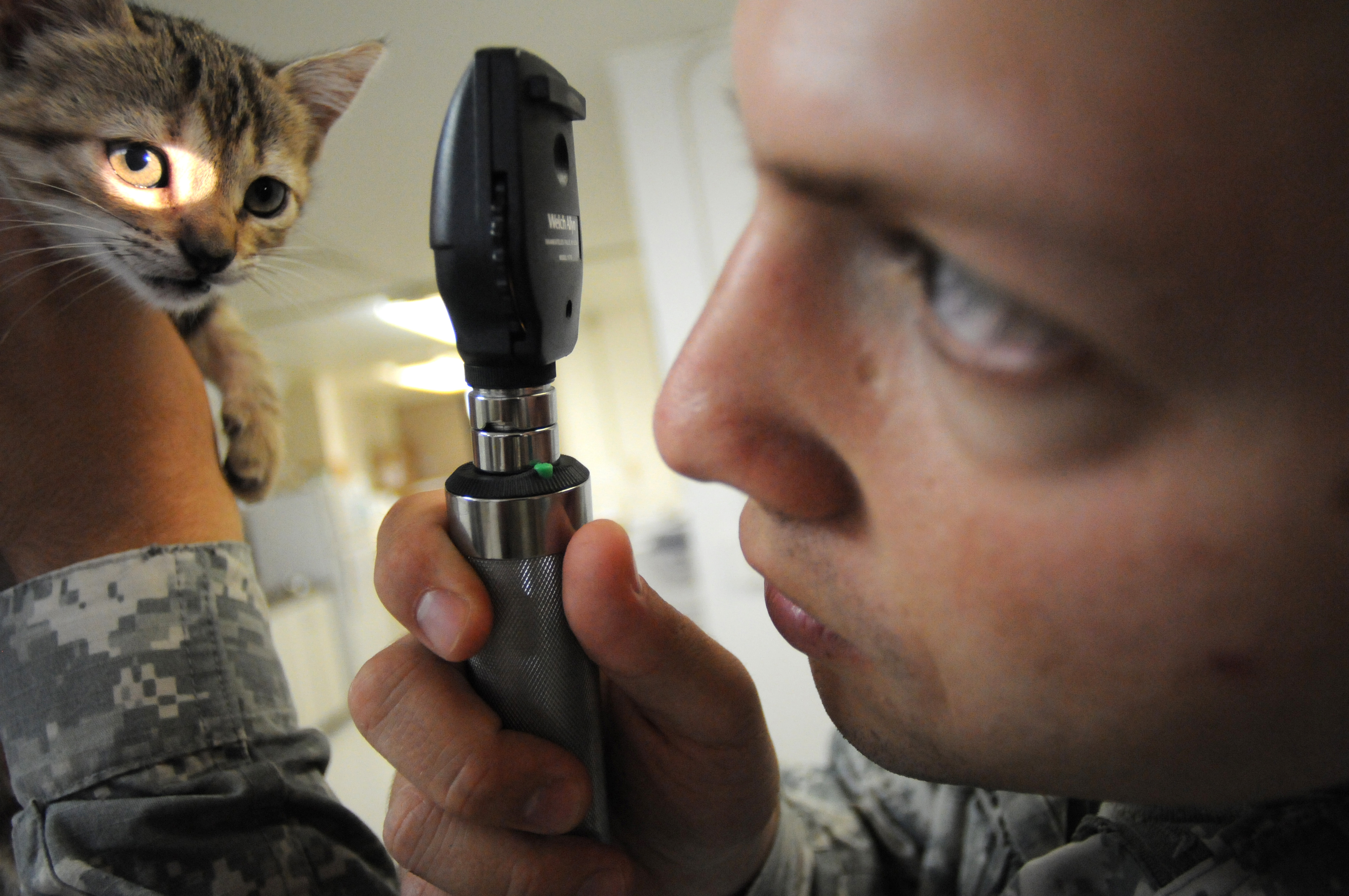
Veterinair oogonderzoek met een moderne oftalmoscoop

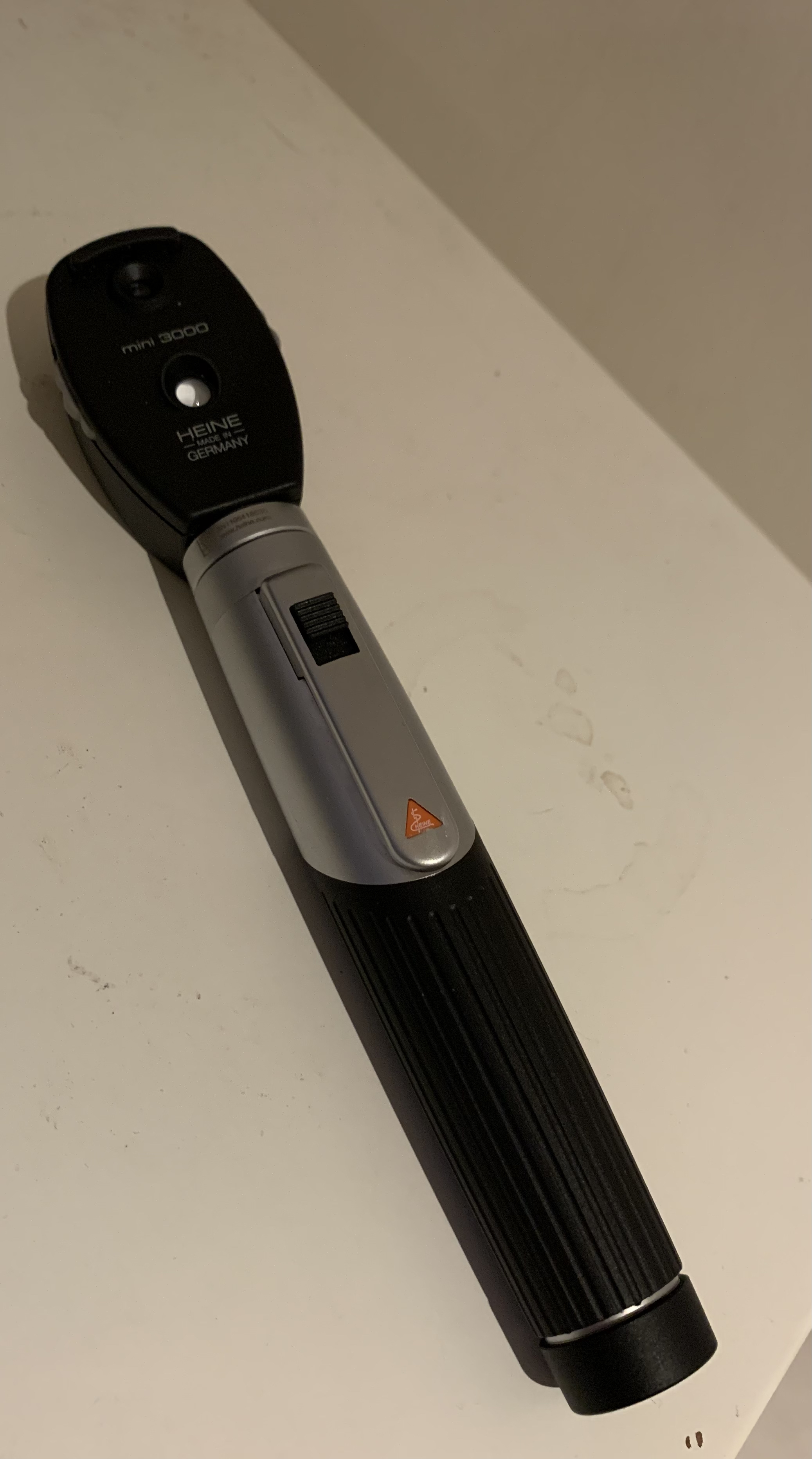
Een kleiner model oogspiegel

Een oogspiegel, voorhoofdspiegel of oftalmoscoop is een hulpmiddel waarmee een arts het netvlies kan inspecteren.
Het oog werkt als een retroreflector en daardoor is het inwendige alleen zichtbaar als het oog van de arts en de lichtbron langs dezelfde lijn op het oog van de patiënt worden gericht.
De klassieke oogspiegel is een holle spiegel met een gat in het midden. Het licht valt via de spiegel in het oog en de arts kijkt door het gat. Achter het gat zijn vaak een paar lensjes aangebracht. In cartoons is een arts vaak herkenbaar aan de oogspiegel, die hij aan een band om zijn hoofd draagt. In werkelijkheid zal een arts een oogspiegel alleen dragen als hij hem gebruikt.
Een moderne oftalmoscoop heeft ingebouwde verlichting.
Heeft de patiënt een wijde pupil, dan ziet de arts veel beter. Om te verhinderen dat de pupil zich sluit door het felle licht van de oogspiegel, wordt de iris tijdelijk verlamd met een druppeltje; meestal tropicamide of fenylefrine. Soms ook met atropine, maar dit heeft een veel langere werkingsduur.

## Geschiedenis
De oftalmoscoop werd in 1851 uitgevonden door de Berlijnse arts en natuurkundige Hermann von Helmholtz.